# حاجيآباد جديد (مقاطعة دلفان)
حاجيآباد جديد (بالفارسية: حاجی‌آباد جدید) هي قرية تقع في قسم كاكاوند الشرقي الريفي (مقاطعة دلفان) في إيران. يقدر عدد سكانها بـ 19 نسمة بحسب إحصاء 2016.